# Cuerpo de Marines de la República de China
El Cuerpo de Marines de la República de China o Cuerpo de  Infantería de Marina de la República de China, conocido  coloquialmente como Cuerpo de Marines de Taiwán es el brazo anfibio de la Armada de la República de China, (ROCN) responsable de la guerra anfibia, el contra aterrizaje y el refuerzo de las áreas bajo la jurisdicción de la República de China (ROC), incluidas la isla de Taiwán, Kinmen y las islas Matsu, y la defensa de las instalaciones de la ROCN, que también funciona como una fuerza de reacción rápida y una reserva estratégica capaz de realizar asaltos anfibios. 
Establecido en 1914 en China continental, el ROCMC se considera la rama más selectiva dentro de las Fuerzas Armadas de la República de China. Los Marines de la República de China han ganado mucha publicidad por la fase "Camino al Cielo" de uno de sus cursos de entrenamiento, que es la fase final del programa de selección de 10 semanas de duración para sus fuerzas especiales, la Unidad de Patrulla y Reconocimiento Anfibio.
El lema oficial del Cuerpo de Marines de la República de China es "siempre fiel"(pinyin: Yǒngyuǎn zhōngchéng), la traducción china de "Semper Fidelis". Los marines de la República de China entrenan con el Cuerpo de Marines de los Estados Unidos, aunque generalmente están clasificados, no son oficiales o los alumnos son considerados oficialmente por cualquiera de las partes como "observadores". 

## Organización
La fuerza principal del Cuerpo de Marines de la República de China consta de dos Brigadas de Marines asistidas por el Grupo de Vehículos Anfibios, junto con la Unidad de Patrulla y Reconocimiento Anfibio, siendo esta última comparable a la Fuerza de Reconocimiento del Cuerpo de Marines de los Estados Unidos. Solía haber tres brigadas, pero una se disolvió en 2013.

### Estructura
- Comando del Cuerpo de Marines. [10]
- * Grupo de Apoyo al Combate: formado en 2010 con el Grupo de Logística y el Grupo de Comunicaciones, Información y Guerra Electrónica. En 2013, el Batallón del Cuartel General del Cuerpo se agregó al Grupo de Apoyo. Proporciona servicios de banda logística, de ingeniería, médicos y militares a la Infantería de Marina.[11]
- * Escuadrón de apoyo (anteriormente batallón del cuartel general del cuerpo)[11]
  -     - Compañía Médica [12]
    - Compañía de guardia de honor(儀隊連)[11][13]
    - Compañía de guardias de seguridad [12]
    - Compañía de logística [11]
    - 272 Compañía de la Policía Militar de la Infantería de Marina[12][14]
    - Banda de música militar [11]
- Grupo Blindado Anfibio: creado en 1997 a partir del Regimiento 651, y actualmente cuenta con cuatro escuadrones de transporte, dos de artillería y un escuadrón de apoyo. Los vehículos de transporte utilizados son el AAV7 y el LVTP-5.[7]
  -     - 4 Escuadrones de Transporte Anfibio, incluye dos escuadrones AAV7.[15]
    - 2 escuadrones de artillería anfibia [15]
    - Escuadrón de apoyo[15]
- Unidad de Patrulla y Reconocimiento Anfibio: Formada en 1997 y apodada "Hombres Rana", se considera la contraparte del Cuerpo de Marines de la República de China del Mando de Operaciones Especiales de las Fuerzas del Cuerpo de Marines de los Estados Unidos o Fuerza de Reconocimiento. Más de la mitad de los 600 soldados de esta unidad son aborígenes taiwaneses.[7]
  -     - 3 Compañías de reconocimiento (偵搜中隊)[16]
    - 1 Compañías de Servicios Especiales: la principal. Unidad especial relacionada con el contraterrorismo de la  Unidad de Patrulla y Reconocimiento Anfibio. [16][17]
    - 1 Compañía de Demolición Submarina: equivalente a los SEAL de la Marina de los EE. UU. Transferido al Comando del Cuerpo de Marines de la Armada de la República de China en 2005.[3][16]
    - 1 Compañia de soporte.[16]

- Área de Taipei 'Vanguardia' de la 66.a Brigada de Infantería de Marina [18]
- 99ª Brigada de Infantería de Marina 'Fuerza de Hierro', Kaohsiung.[19]
- Grupo de defensa aérea [8]
- Comando de la Guarnición de Wuchiu [9]
- Base de Entrenamiento de Operaciones Conjuntas de las Fuerzas Armadas[9]
- Centro de entrenamiento de reclutas del Cuerpo de Marines [20]
- Escuela del Cuerpo de Marines: brinda educación tanto para oficiales como para suboficiales. [21]

## Fundación y Primeros años de la República de China
En 1909, el gobierno de la dinastía Qing envió al Ministro de Marina, Zaixun, a estudiar las armadas occidentales. Basándose en sus hallazgos en Gran Bretaña, y observando la falta de coordinación entre las fuerzas terrestres y navales de China durante la Primera Guerra Sino-Japonesa, recomendó a la corte Qing que se creara una fuerza naval terrestre para defender las instalaciones navales y capturar lugares estratégicos. Se hizo un esfuerzo para crear un Cuerpo de la Guardia Naval en una base en Shandong, pero todavía estaba en las primeras etapas de desarrollo cuando estalló la Revolución de 1911. Con el establecimiento de la República de China, el Cuerpo de la Guardia Naval quedó bajo el control del gobierno de Beiyang.

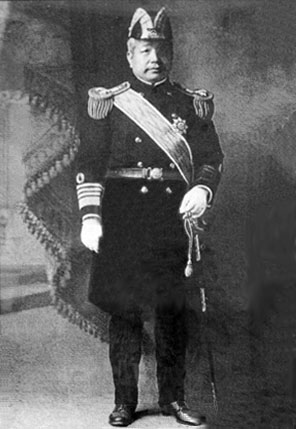
Almirante Liu Guanxiong recomendó la creación del Cuerpo de Marines de China

Durante la Revolución, varios cadetes navales chinos que estudiaban Japón regresaron para participar en los combates y pasaron a formar parte de un pequeño "Cuerpo de Infantería de Marina" organizado por el gobernador revolucionario de Shanghai, Chen Qimei. Tenía varios cientos de miembros y luchó contra las fuerzas Qing antes de ser disuelto cuando el emperador abdicó.  Durante la presidencia de Yuan Shikai, el Cuerpo de la Guardia Naval original fue redesplegado de Shandong a Shanghai y se utilizó para reprimir la Segunda Revolución en 1913.
En diciembre de 1914, el Ministerio de Marina reformó el Cuerpo de la Guardia Naval como Cuerpo de Marines de la República de China, por recomendación del almirante Liu Guanxiong, para proteger mejor la costa china. El Cuerpo de Marines de la República de China constaba de un batallón organizado en cuatro compañías de infantería y estaba estacionado en Fujian. En 1918 se añadió un segundo batallón. A partir de ese momento, la Infantería de Marina quedó bajo el mando directo del Ministerio de Marina en Beijing. Durante los inicios de la República, los marines brindaban seguridad en las bases navales y sufrían la misma falta de salario y recursos que el resto de la Armada debido a la división política y el caudillismo. En 1922, un batallón de marines participó en operaciones contra bandidos en Fujian. En enero de 1923, el Ministerio de Marina creó allí un Comando del Cuerpo de Marines, y el Cuerpo se amplió durante los siguientes años para continuar manteniendo el orden en Fujian, y más tarde ese año se creó la 1.ª Brigada Mixta del Cuerpo de Marines. La brigada tenía cuatro regimientos junto con batallones de artillería y ametralladoras. También durante la era de los señores de la guerra, la camarilla de Fengtien en el noreste de China y las fuerzas del gobierno alternativo de Sun Yat-sen en el sur también crearon unidades marinas, pero nunca alcanzaron la fuerza del principal Cuerpo de Marines de la República de China en Fujian, que era leal al Gobierno de Beiyang.
En 1925, el Ministerio de Marina bajo los almirantes Lin Jianzhang y Du Xigui ordenó la reducción del Cuerpo de Marines, y en octubre se abolió la 1.ª Brigada Mixta de Marines, aunque fue restaurada en enero de 1926 por el almirante Yang Shuzhuang y participó nuevamente en las operaciones. Cuando comenzó la Expedición al Norte, el Cuerpo de Marines en Fujian desertó y se pasó a las fuerzas del Ejército Nacional Revolucionario del Kuomintang bajo el mando de He Yingqin, junto con otros elementos de la Flota de Beiyang. En diciembre de 1926 se creó el Cuerpo de Marines de la Ejército Nacional Revolucionario. Los marines lucharon con el Ejército Nacional Revolucionario en 1927, y bajo el mando del almirante Yang Shuzhuang, el Cuerpo se amplió para luchar contra los señores de la guerra en la provincia de Fujian, incorporando la 11ª Brigada Mixta de las antiguas fuerzas de Beiyang. En agosto se crearon dos Brigadas Mixtas de Infantería de Marina y cuatro regimientos independientes. Se desplegó una unidad de marines para la campaña contra el señor de la guerra de la camarilla de Zhili, Sun Chuanfang, en el valle del río Yangtze, mientras que otras unidades continuaban sus operaciones en Fujian. En 1928, el Cuerpo de Marines absorbió unidades adicionales y había más que duplicado su tamaño, consistiendo en dos brigadas mixtas y seis regimientos, que estaban estacionados en diferentes lugares a lo largo de la costa de Fujian.
El nuevo gobierno nacionalista redujo el tamaño del Cuerpo de Marines de la República de China en 1928 para ahorrar costos, combinando los regimientos independientes en las dos brigadas existentes. En 1931, las dos brigadas de marines juntas tenían un total de más de 14 412 efectivos. Cada brigada tenía dos regimientos de infantería de tres batallones cada uno y un batallón de artillería. Por esta época se estableció un Comando General del Cuerpo de Marines en Fujian para supervisar sus operaciones. En julio de 1933, el Ministerio de Marina emitió el "Reglamento Provisional para la Organización de la Infantería de Marina", que describía la estructura de una brigada de marina en dos regimientos de infantería, una batería de artillería y algunas unidades de apoyo.

## Segunda guerra chino-japonesa
Durante la Segunda Guerra Sino-Japonesa, el Cuerpo de Marines de la República de China se utilizó para defender ferrocarriles, vías navegables, carreteras y la costa. Durante la guerra, la Armada fue utilizada para apoyar operaciones terrestres y perdió gran parte de su personal, que se compensó transfiriendo infantes de marina a la Armada.
Después del Incidente del Puente de Marco Polo en julio de 1937 que inició la Segunda Guerra Sino-Japonesa, las tropas japonesas desembarcaron en la provincia de Zhejiang en septiembre. El 3.er Regimiento de Infantería de Marina de la República de China de la 2.a Brigada de Infantería de Marina fue desplegado en Zhejiang para defender Hangzhou, pero la ciudad ya había caído, por lo que el regimiento permaneció en Jinhua y Quzhou para defender esas ciudades junto con el ejército. La 1.ª Brigada de Infantería de Marina fue enviada a la provincia de Jiangxi. En enero de 1938, la Comisión Militar ordenó una reducción en el tamaño de la Armada, incluido el Cuerpo de Marines, debido a la guerra con Japón. Se estima que el número total de infantes de marina fue de alrededor de 7000. Más tarde ese mes, se desplegó un regimiento de la 1.ª Brigada de Infantería de Marina para detener los desembarcos japoneses a lo largo del río Yangtze, antes de ser enviado de regreso a Jiangxi en febrero. En la primavera de 1938, el Cuartel General de la Armada utilizó ambas brigadas de marina para defender el tramo del ferrocarril Guangzhou-Hankou en Hunan y Hubei. En 1939, la 1.ª Brigada de Infantería de Marina se utilizó contra bandidos en el oeste de Hunan, y durante los años siguientes, los marines se utilizaron a menudo para mantener el orden en la región fronteriza de Hunan, Guizhou y Sichuan. El 4º Regimiento de Infantería de Marina fue la única unidad de infantería de marina que permaneció en Fujian.
Al final de la guerra, el gobierno chino decidió disolver la Infantería de Marina. El almirante Chen Shaokuan, jefe de la Armada, intentó impedirlo y retrasó la ejecución de la orden, argumentando que los marines eran necesarios para defender determinadas bases navales. Pero finalmente la orden se cumplió. Varias unidades de la Infantería de Marina se fusionaron con el Ejército. En julio de 1946 se completó la disolución de la Infantería de Marina.

## Guerra civil china
El comandante de la Armada de la República de China a finales de la década de 1940, el almirante Gui Yongqing, decidió recrear el Cuerpo de Marines de la República de China en 1947 después de hablar con el general de la Marina estadounidense Gerald C. Thomas en Qingdao. Gui trabajó con las fuerzas estadounidenses en el este de Asia y, después de su regreso a China, pensó que la Armada de la República de China se beneficiaría de tener marines. Eligió soldados y oficiales del Ejército de la República de China para convertirse en miembros de la Infantería de Marina, y durante los siguientes años se amplió con voluntarios adicionales del Ejército.  El 16 de septiembre de 1947 se considera la fecha de fundación del actual Cuerpo de Marines de la República de China.
La fuerza inicial de marines, un batallón comandado por Yang Houcai, estaba estacionada en Nanjing antes de ir a Shanghai más tarde ese año, y fueron desplegadas a lo largo de la costa en diferentes lugares. El almirante Gui organizó esfuerzos de reclutamiento para el Cuerpo en las ciudades costeras de China. El Cuerpo de Marines reconstituido se organizó en tres regimientos, y el 1.er Regimiento de Marines se estableció en 1948 en Mawei, Fujian. A medida que los comunistas avanzaban, la Armada creó un 2.º Regimiento de Infantería de Marina a finales de 1948 y un 3.º Regimiento en enero de 1949. Fueron desplegados en regiones costeras y algunas de las islas costeras de China. Una unidad de artillería fue transferida al ROCMC desde el Ejército.  En marzo de 1949, los tres regimientos, el regimiento de artillería y las fuerzas de seguridad de la Armada se combinaron en la 2.ª División de Infantería de Marina.  A finales de la primavera de 1949, se organizaron dos Divisiones de Infantería de Marina de tres regimientos cada una bajo un Comando del Cuerpo de Infantería de Marina. Participaron en la lucha contra los comunistas por las islas Zhoushan de la provincia de Zhejiang, incluida la batalla de la isla Dengbu, y por el archipiélago de Wanshan, en la campaña del archipiélago de Wanshan. En agosto de 1949, alrededor de 1000 marines del 2.º Regimiento de la 1.ª División defendieron las islas Changshan en la provincia de Shandong de 30 000 tropas comunistas, donde lucharon hasta la muerte. Los marines también participaron en acciones en Mawei, Fujian y otros lugares. En 1950, elementos de la 2.ª Brigada de Infantería de Marina ayudaron en la evacuación de Hainan.

## Taiwán
Después de la retirada nacionalista china del continente a Taiwán en 1949, el gobierno redujo el tamaño del Cuerpo de Marines de la República de China ampliado, de 18 563 a 13 713 efectivos. Las dos divisiones de Infantería de Marina se reformaron en brigadas.

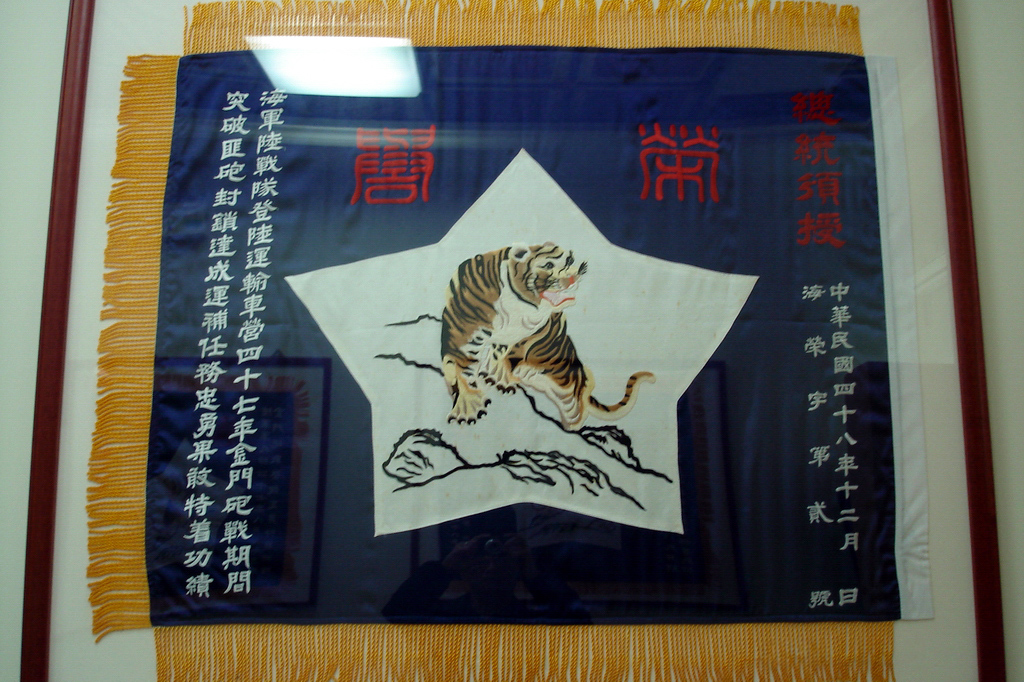
El Cuerpo de Marines de la República de China recibió el Estandarte del Tigre de manos de Chiang Kai-shek en 1959 después de la Segunda Crisis del Estrecho de Taiwán

Cuando estalló la Guerra de Corea, Estados Unidos decidió brindar asistencia al ejército chino en Taiwán, firmando un acuerdo de asistencia mutua.  Todas las Fuerzas Armadas de la República de China, incluidos los marines, estuvieron fuertemente influenciadas por el ejército estadounidense en la década de 1950. El valor de tener una fuerza especializada en la guerra anfibia se hizo más evidente una vez que el gobierno nacionalista chino estuvo en Taiwán. La tarea del Cuerpo de Marines de la República de China sería lanzar una invasión anfibia del continente y establecer una cabeza de puente que sería utilizada por el Ejército de la República de China. Ahora que se les había asignado un papel importante, los marines fueron ampliados y entrenados para ser una fuerza de élite con la ayuda de Estados Unidos. 
En 1951,el mayor del Cuerpo de Marines de los Estados Unidos, Robert B. Carney Jr., se convirtió en asesor estadounidense del comandante del ROCMC, general Zhou Yuhuan, como parte de la asistencia militar a Taiwán (ROC) de los Estados Unidos bajo el Acuerdo Mutuo. Ley de Seguridad. La misión de asesoramiento estadounidense se amplió posteriormente y ayudaron a los nacionalistas chinos a reestructurar el ROCMC, que constaba de varias brigadas similares a un equipo de combate de regimiento. El Cuerpo adoptó una estructura similar a una división de la Infantería de Marina de los EE. UU. con unidades de apoyo adicionales. Por esta época, el servicio adoptó su insignia con un mapa de China en un globo terráqueo, un ancla y un emblema del Sol Blanco del Kuomintang de 12 puntos encima de ellos. El ROCMC también recibió equipo y capacitación estadounidenses por parte de los asesores. La Escuela del Cuerpo de Marines se estableció para la formación de oficiales en 1952. Los Estados Unidos y el Cuerpo de Marines de la República de China llevaron a cabo un ejercicio conjunto de guerra anfibia conocido como "Marine Roar" en septiembre de 1958, durante la Segunda Crisis del Estrecho de Taiwán.
La crisis comenzó cuando las islas Kinmen, controladas por la República de China, frente a la costa de la provincia de Fujian, fueron atacadas por fuego de artillería comunista el 23 de agosto de 1958. Las unidades LVT del Cuerpo de Marines de la República de China se utilizaron para entregar suministros a la población de las islas, a partir del 10 de septiembre. En el transcurso de tres meses, los marines continuaron llevando suministros a las islas Kinmen bajo el fuego de la artillería comunista china y ayudaron a evitar la toma de las islas por parte de la República Popular China. Por ello recibieron una pancarta del presidente Chiang Kai-shek.
En enero de 1955, la 1.ª División de Infantería de Marina del ROCMC se restableció combinando una división del Ejército con una de las dos brigadas de Infantería de Marina. En 1956, el general Luo Youlun se convirtió en comandante del ROCMC. Hizo un esfuerzo por establecer uniformes marinos estandarizados, una bandera y un programa de entrenamiento de oficiales, y también hizo de "Siempre Fiel" el lema de la Infantería de Marina. Hasta ese momento, los marines habían utilizado uniformes del ejército y la marina. En 1966 se creó la 2.ª División de Infantería de Marina combinando la brigada de Infantería de Marina restante con una división del Ejército. Después de esto, el ROCMC tenía 37.543 efectivos. En 1975, la 1.ª y 2.ª División de Infantería de Marina fueron redesignadas brevemente como 36.ª y 54.ª, respectivamente, y luego se convirtieron en 66.ª y 99.ª División de Infantería de Marina en 1976. Otra división, la 77.ª División de Infantería de Marina, se creó a partir de una antigua base de entrenamiento en 1979. La 77.a División duró poco y se disolvió en 1984. En 1986, la Escuela del Cuerpo de Marines se fusionó con la Escuela de Suboficiales del Cuerpo de Marines.
En 1950, la Unidad de Patrulla y Reconocimiento Anfibio, encargada de recopilar inteligencia para el comando superior a través de operaciones anfibias, se estableció como un destacamento de reconocimiento con cada uno de los dos cuarteles generales de la Brigada de Infantería de Marina, con 20 miembros por destacamento. Recibieron entrenamiento especializado en reconocimiento anfibio. En 1955, cuando la 2.ª Brigada de Infantería de Marina se amplió a la 1.ª División de Infantería de Marina del ROCMC, su destacamento fue ascendido a una compañía de reconocimiento anfibio adscrita al batallón del cuartel general de la división.
En 1966 se creó la 2.ª División de Infantería de Marina y también se creó una segunda compañía de reconocimiento anfibio. En 1969, las compañías se ampliaron al tamaño de un batallón. En 1996 se fusionaron como el 105.º Batallón de Patrulla y Reconocimiento Anfibio bajo el Cuartel General del Cuerpo de Marines, y se estableció una compañía de reconocimiento en cada división.
En 1997, la compañía de reconocimiento de la 66.a División de Infantería de Marina se combinó con el 105.o Batallón para formar la Unidad de Patrulla y Reconocimiento Anfibio. En 2001, la compañía de reconocimiento de la 99.ª División de Infantería de Marina también se unió a la unidad. En 2005, el Equipo de Demolición Submarina de la Armada de la República de China (equivalente a los SEAL de la Armada de los EE. UU.) se combinó con la  Unidad de Patrulla y Reconocimiento Anfibio.
En 1997, el gobierno decidió reducir el tamaño de las fuerzas armadas, incluida la Infantería de Marina. En enero de 1998, cuando comenzó el plan de reducción militar del gobierno de la República de China, el Cuerpo de Marines estaba formado por las Divisiones de Marines 66.ª y 99.ª, la Unidad de Patrulla y Reconocimiento Anfibio, el Grupo de Vehículos de Desembarco, el Regimiento 652, el centro de entrenamiento de reclutas, el Escuela del Cuerpo de Marines, el batallón del cuartel general, el batallón de comunicaciones, el batallón de guardia y tres comandos de guarnición en las islas administradas por la República de China (Wuqiu, Dongsha y Nansha), con un total de 22.247 efectivos.
Las dos divisiones se reorganizaron como las Brigadas de Infantería de Marina 66.ª y 99.ª. Se utilizaron varias unidades de la antigua 66.ª División para organizar la Brigada de Guardia de la Base Marina, que se convirtió en la 77.ª Brigada de Infantería de Marina en 2005. También en 2005, el Cuartel General del Cuerpo de Marines se convirtió en el Comando del Cuerpo de Marines. En 2013, la 77.ª Brigada de Infantería de Marina se disolvió y algunas de sus unidades se reorganizaron como un Grupo de Defensa Aérea. Durante la administración del presidente Ma Ying-jeou, el Cuerpo se redujo de 16 000 a 9000 marines, y en 2014 hubo una propuesta para disolverlo por completo. 
A lo largo de las décadas, la misión del ROCMC pasó de liderar una invasión del continente a defender Taiwán y sus islas costeras, especialmente interrumpiendo las operaciones anfibias de la República Popular China. Debido a la falta de relaciones de Taiwán con ejércitos extranjeros desde 1979, en el siglo XXI el ROCMC sigue siendo una fuerza fuertemente mecanizada y poco móvil, como el Cuerpo de Marines de los Estados Unidos de finales de los años 1970, antes de que el USMC pusiera más énfasis en la guerra de maniobras y comenzó a utilizar el grupo de trabajo marino aeroterrestre. La ROCMC no tiene aviación propia. A pesar de esto, la Infantería de Marina es capaz de reforzar las islas costeras y desempeñar el papel de proyección de poder.
En 2017, se revivió el ejercicio de entrenamiento anual "Marine Roar" entre el ROCMC y el USMC. Tuvo lugar desde 1958 hasta su suspensión en 1979, cuando Estados Unidos puso fin a sus relaciones diplomáticas con la República de China. Desde 2017, la asistencia que las fuerzas armadas de Taiwán han estado recibiendo de Estados Unidos ha aumentado. 
En 2020, el ejercicio de entrenamiento anual de un mes de duración realizado por el Cuerpo de Marines de la República de China con miembros del Regimiento de Incursores de la Marina de los EE. UU. se llevó a cabo públicamente por primera vez desde 1979.
También en 2020, tropas taiwanesas de la 99.ª Brigada de Infantería de Marina fueron desplegadas en la isla de Pratas (Dongsha) para apoyar a la Guardia Costera allí cuando surgieron informes de que la Armada del Ejército Popular de Liberación estaba planeando ejercicios de guerra en la región simulando la invasión anfibia de una isla. En 2021, marines de la 99.a Brigada viajaron a Guam, donde participaron en un entrenamiento anual con el Cuerpo de Marines de EE. UU. 
En 2023, la 99.a Brigada de Infantería de Marina formó parte del ejercicio militar "Evergreen" con la 269.a Brigada Mecanizada del Ejército de la República de China (ROCA), supervisada por el 10.º Cuerpo de Ejército, para simular una fuerza invasora mientras las tropas del Ejército estaban en el defensivo.

## Equipo
El Instituto Internacional de Estudios Estratégicos informó que el Cuerpo de Marines de la República de China tiene 100 tanques de batalla principales (M60A3) y más de 200 vehículos de asalto anfibio de diferentes tipos, a partir de 2023.

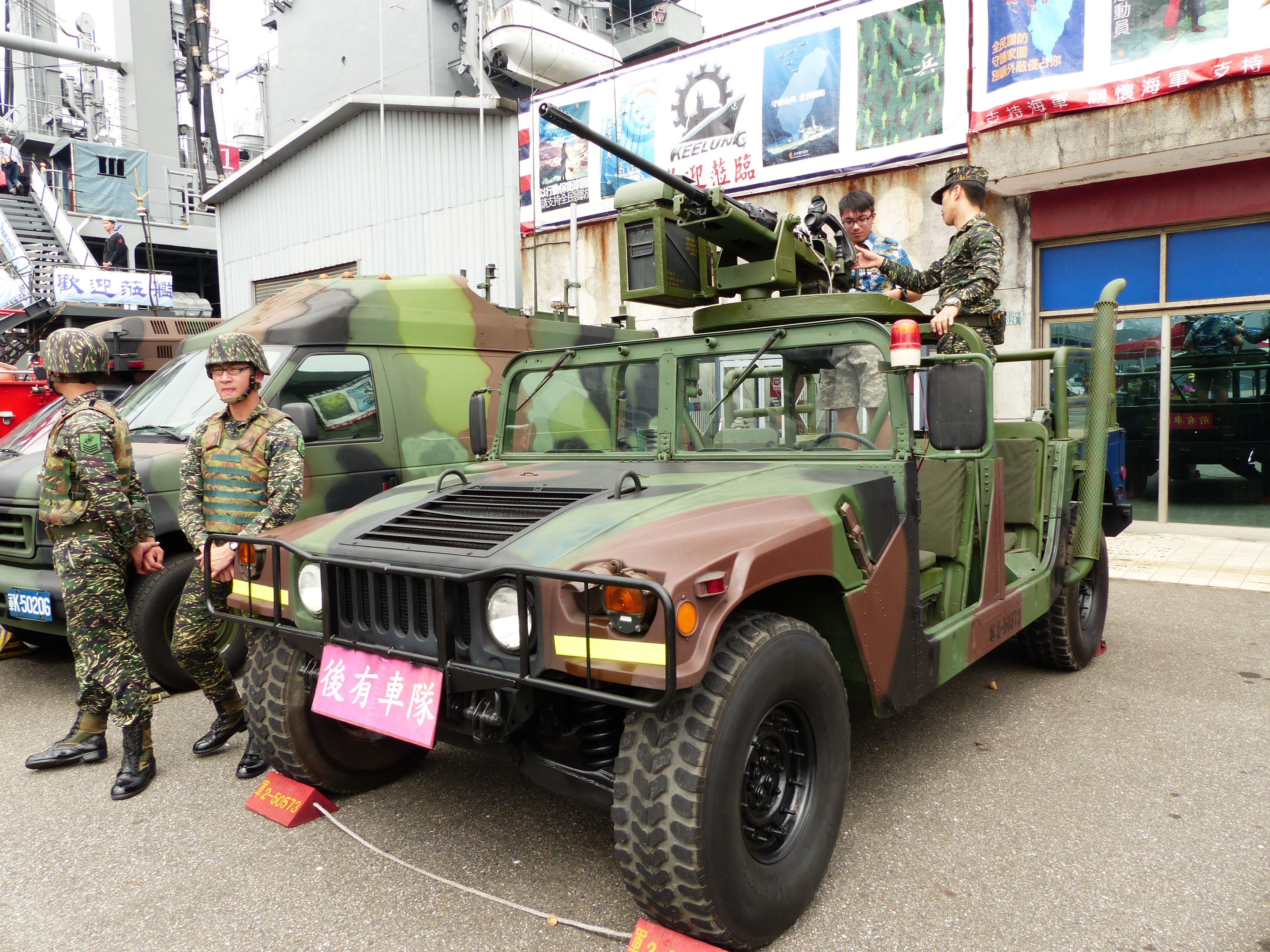
Humvee llevó una exhibición de cañón T-75M de 20 mm en el muelle naval de Keelung
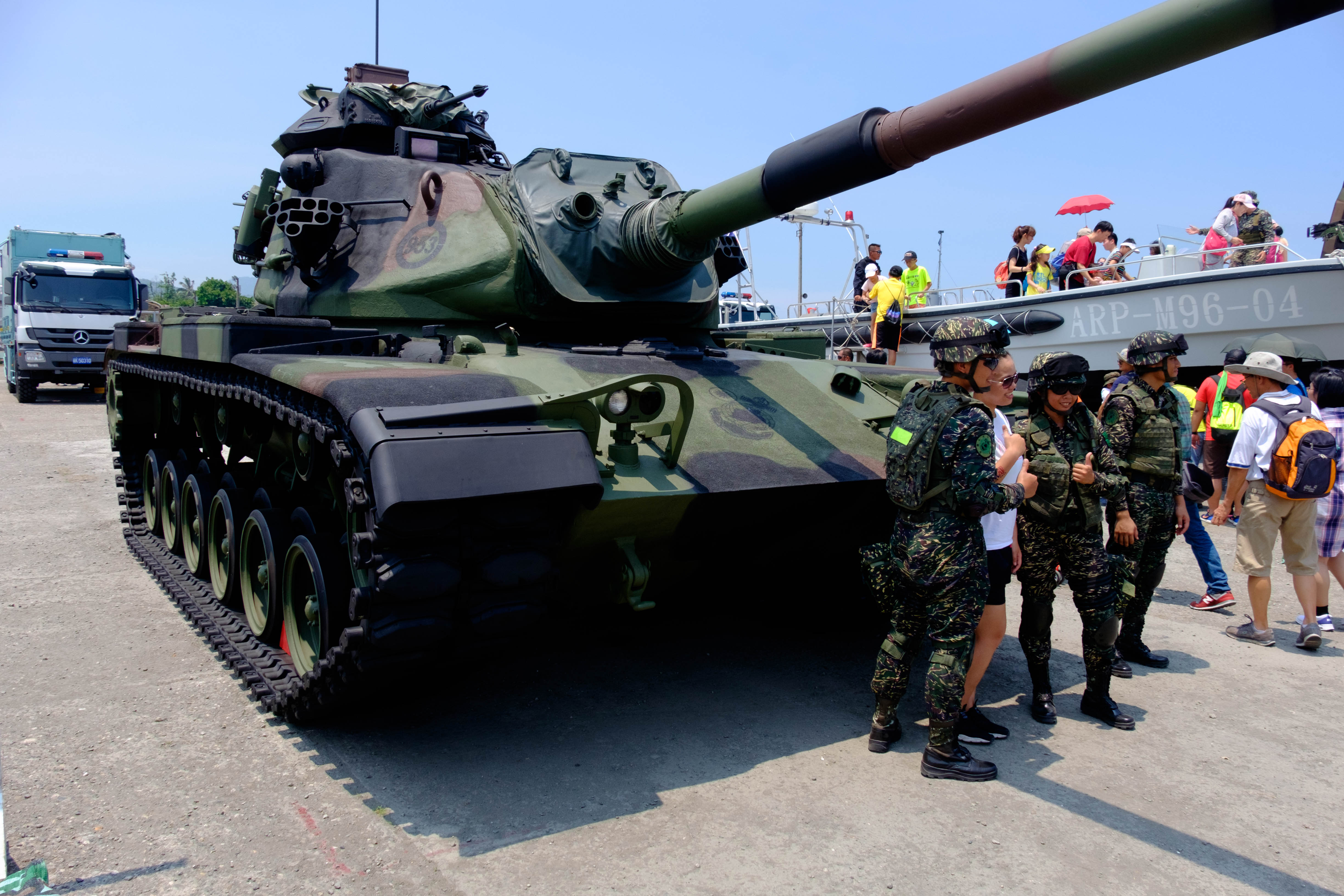
Pantalla TTS del M60A3 en el campo de mando de la flota naval
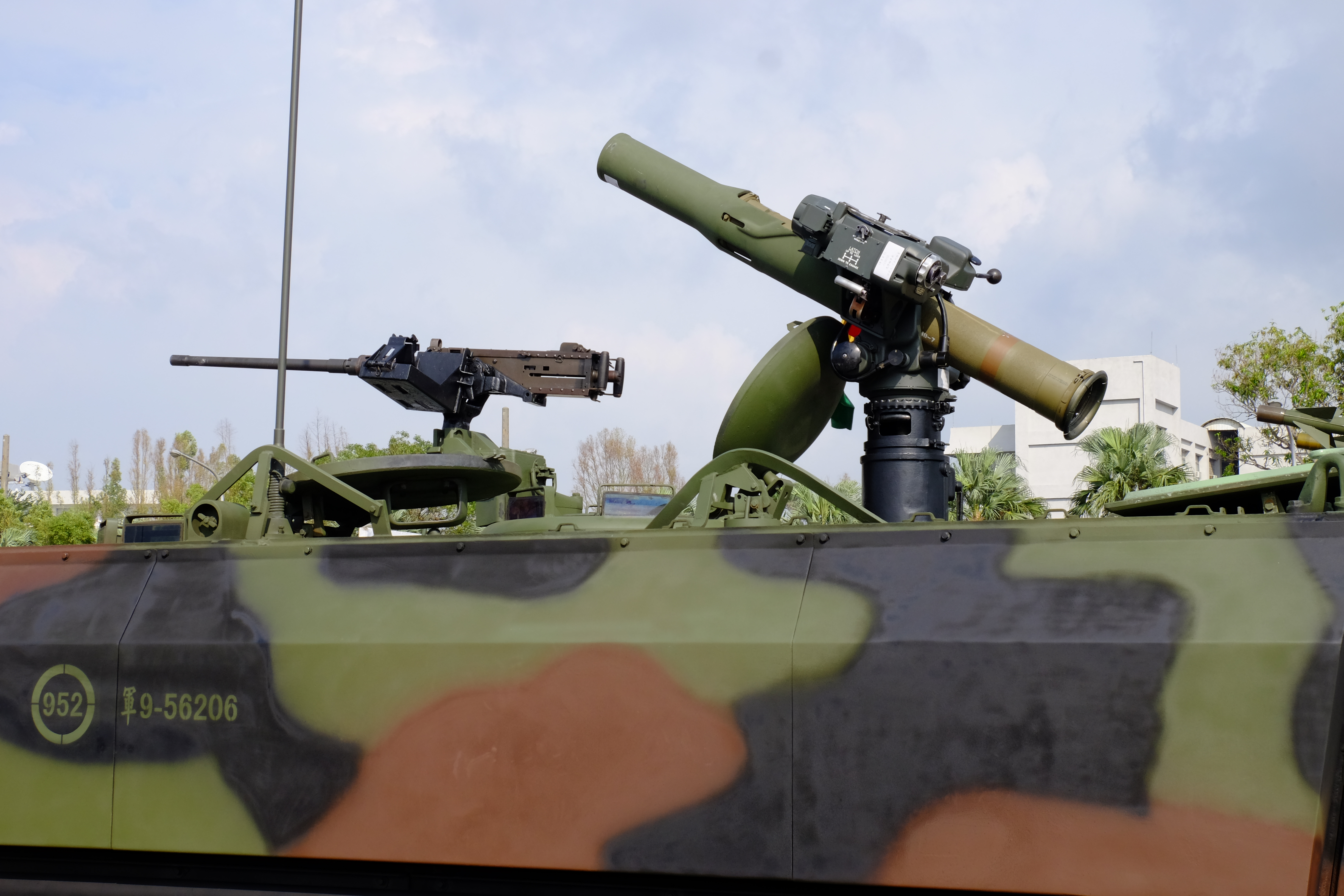
BGM-71 TOW y ametralladora M2 en CM-25
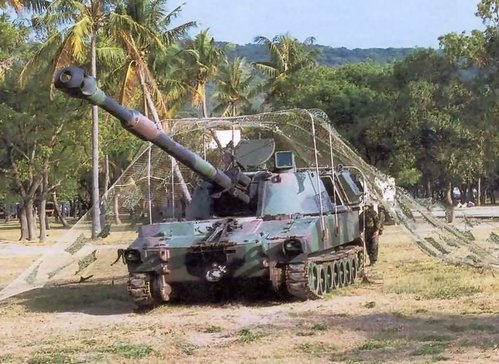
M109A2-155
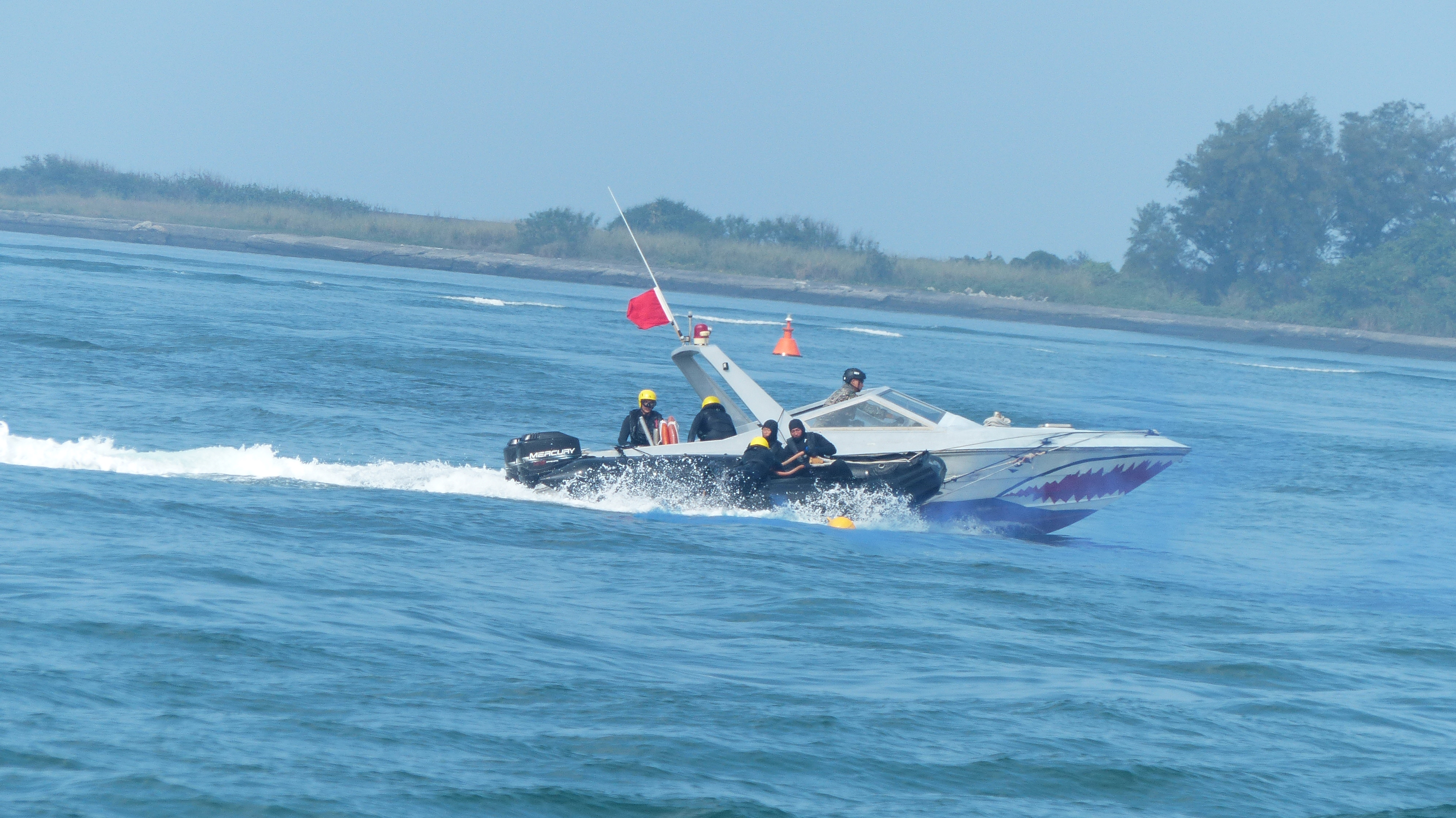
Barco a motor M8 atrapando a buzos en el mar
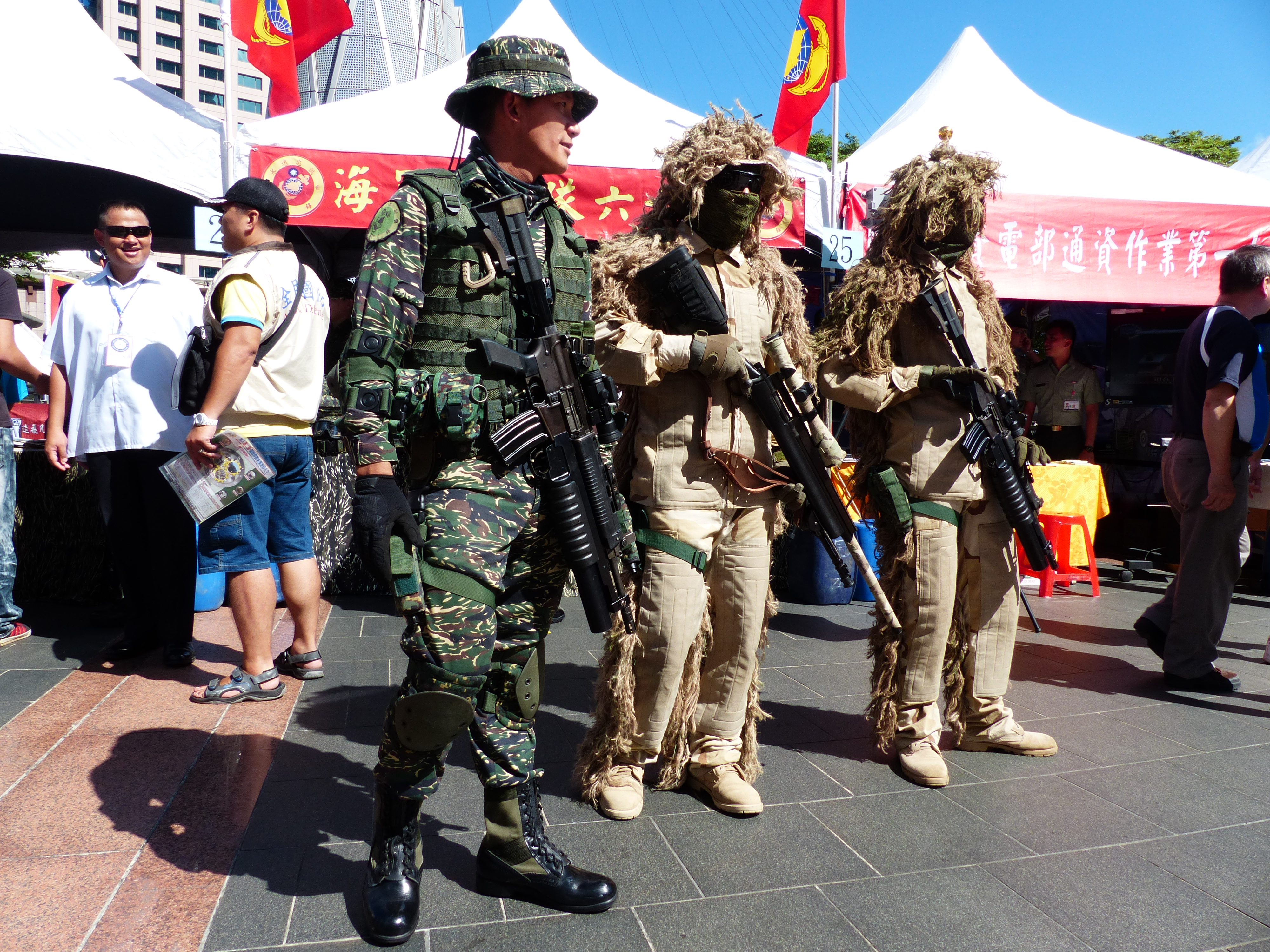
Equipo de Fuerzas Especiales del Cuerpo de Marines de la Republica de China detrás del stand de reclutamiento de la 66.a Brigada
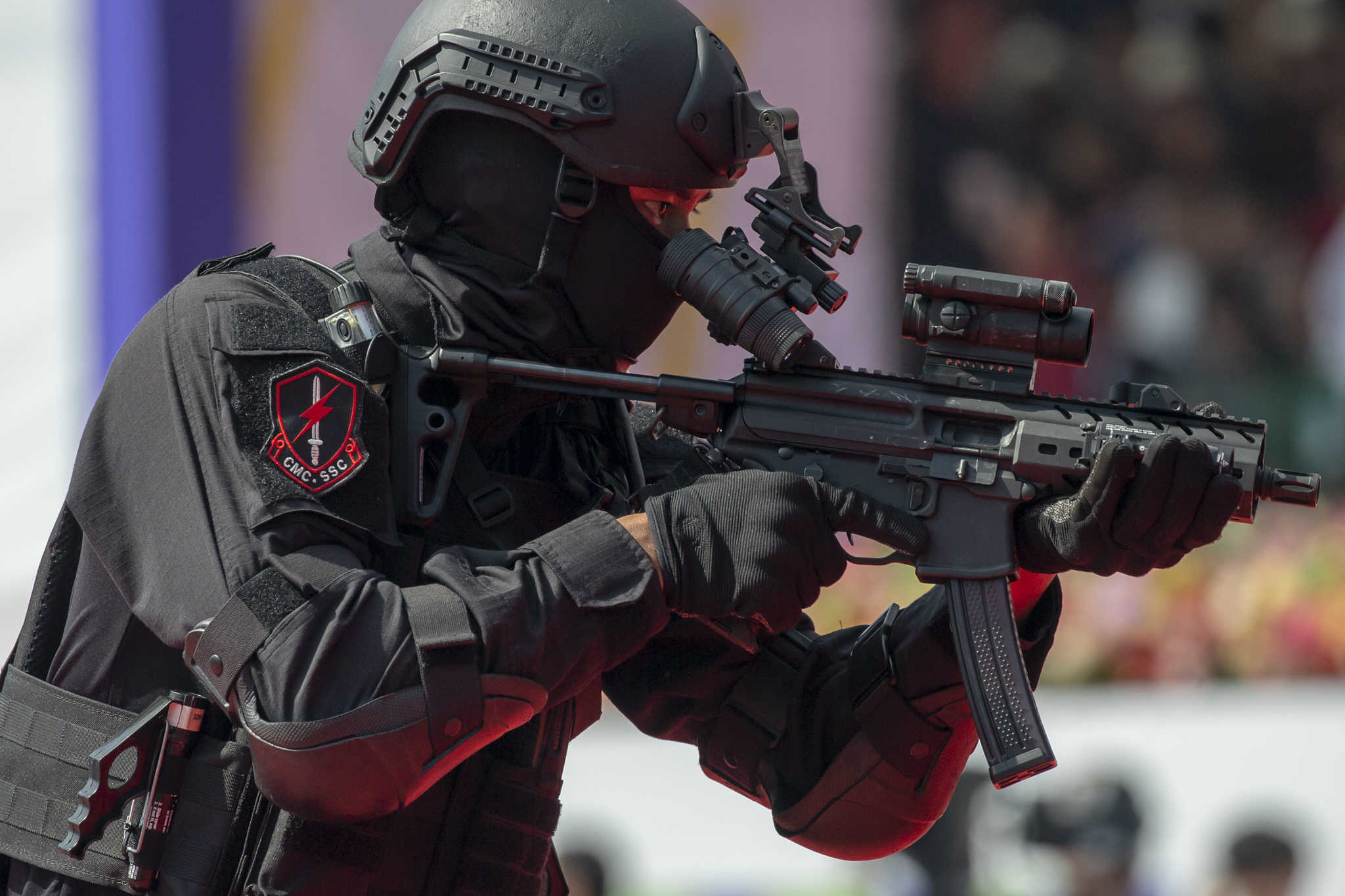
Operador de compañía de servicios especiales del Cuerpo de Marines de la República de China con SIG MPX

## Personal
Su inventario de vehículos anfibios incluye el LVTP-5 estadounidense, que data de la Guerra de Corea. Debido a que este modelo ya no se produce, ha habido problemas con el mantenimiento y la obtención de repuestos. En la década de 1990, la Infantería de Marina inició el proceso de adquisición de vehículos AAV7 más modernos de los Estados Unidos, recibiendo los primeros en 2006.

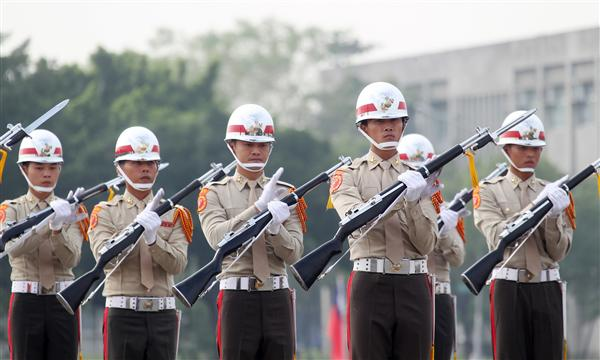
Guardia de Honor del Cuerpo de Marine de Taiwan

El Cuerpo de Marines de la República de China ha desarrollado un fuerte espíritu y un alto nivel de profesionalismo. En la Infantería de Marina se considera que el título de Marine se ostenta de por vida. Al igual que otras ramas de las Fuerzas Armadas de Taiwán, incluye reclutas que realizan el servicio nacional obligatorio (que se amplió de cuatro meses a doce a partir de 2024), aunque la Infantería de Marina recibe menos reclutas que cualquier otra rama.
La formación básica para los marines alistados es de ocho semanas. Los oficiales y suboficiales de la Marina deben asistir a la Escuela del Cuerpo de Marina.